# 小行星3175
小行星3175（3175 Netto）是一颗围绕太阳公转的小行星。1979年12月16日，亨利·德波鸿诺、埃德加·蘭赫爾·內托（Edgar Rangel Netto）在拉西拉天文台发现了此天体。
該小行星以發現者埃德加·蘭赫爾·內托命名。
这颗小行星的绝对星等为190.0193670334187等。